# Hoge Huis (Bosvoorde)

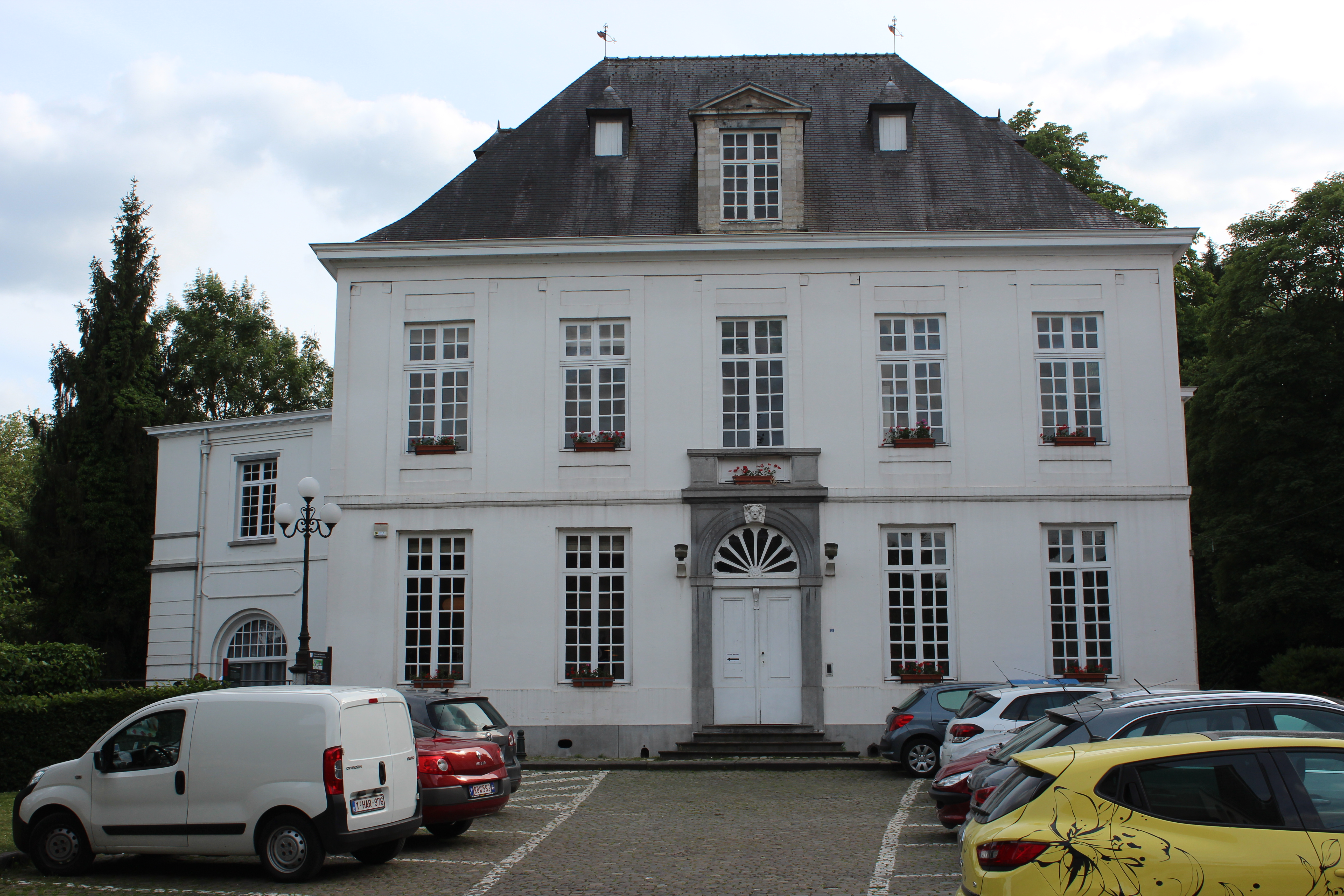
Hoge Huis

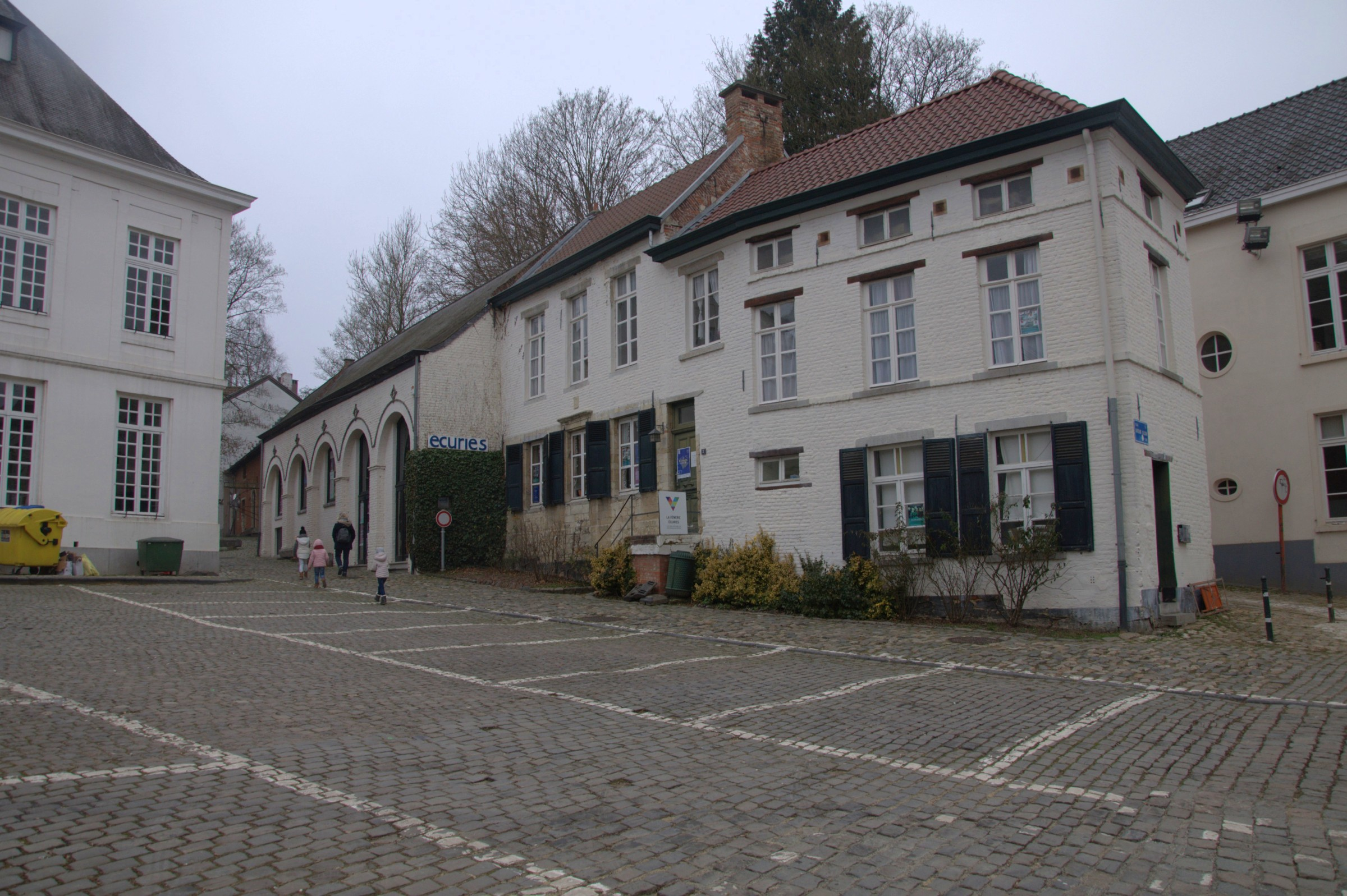
Bijgebouwen

Het Hoge Huis of Hooghuis (Frans: Maison Haute) is een gebouw in de Belgische gemeente Watermaal-Bosvoorde in het Brussels Hoofdstedelijk Gewest. Het gebouw staat aan het Antoine Gilsonplein 2 in Bosvoorde. Tegenover het gebouw staat het gemeentehuis van Watermaal-Bosvoorde. Ten zuiden van het voormalige jachtslot ligt aan de overzijde van de Delleurlaan het Jagersveldpark.

## Geschiedenis
In de 13e eeuw lag er hier het jachtslot van de Hertogen van Brabant. Dit werd meermaals afgebroken en nieuw opgebouwd.
In 1687 bouwde men het Hoge Huis naar het ontwerp van architect Boffrand. Het werd gebouwd in opdracht van jachtmeester Michel de Cafmeyer.
In 1883 was er een brand in de linkervleugel waarna het opnieuw werd opgebouwd. Het gebouw was toen in gebruik als hotel en restaurant.
Sinds 6 november 1961 is het gebouw een beschermd monument.

## Gebouw
Het complex bestaat uit een hoofdgebouw en bijgebouwen. Het hoofdgebouw heeft een vleugel met eenvoudige en symmetrische opstand aan de noordoostzijde aan het Antoine Gilsonplein. De linkervleugel ligt vanaf het gemeentehuis gezien linksachter het hoofdgebouw. Rechts van het hoofdgebouw (aan de noordwestzijde) staan de bijgebouwen los van het hoofdgebouw, deels gelegen aan het pleintje voor het gebouw, deels naast het hoofdgebouw.